# Una serata di beneficenza
Una serata di beneficenza (riedito col titolo Spettacolo di beneficenza) (Orphan's Benefit) è un cortometraggio animato del 1934 della serie Mickey Mouse  diretto da Burt Gillett e prodotto dalla Walt Disney Productions; uscì negli Stati Uniti l'11 agosto 1934, distribuito dalla United Artists. Fu il primo film in cui Topolino e Paperino appaiono insieme. Ne fu fatto un remake in Technicolor nel 1941 con il titolo I divi del varietà.

## Trama
I topini orfani arrivano a un teatro per uno spettacolo gratuito dal titolo Gran spettacolo: Serata di beneficenza. Mentre gli orfani entrano nell'edificio, Topolino e Minni regalano loro lecca lecca, gelati e palloncini.
Paperino inizia lo spettacolo recitando Maria aveva un piccolo agnellino, ballando The Sailor's Hornpipe e recitando Il bambino blu. Ma quando dice "suona la tromba", un orfano si soffia il naso e Paperino si sente provocato. Topolino lo incoraggia a continuare, ma la seconda volta tutti gli orfani si soffiano il naso. Paperino si infuria e li sfida a combattere, ma viene rimosso forzatamente dal palco.
Nell'esibizione seguente Pippo, Orazio Cavezza e Clarabella eseguono una danza acrobatica.
Paperino torna per la seconda volta sul palco e intende vendicarsi recitando Il bambino blu, suonando una trombetta prima che gli orfani siano in grado di rispondere. Mentre sta ridendo, un orfano usa il suo gelato come cerbottana sparandolo in faccia a Paperino, provocandolo ulteriormente. Quest'ultimo li sfida nuovamente a combattere, ma viene stordito dagli orfani con dei guantoni, per poi venir nuovamente rimosso dal palco.
Topolino presenta poi Chiquita, che canta un'aria chiocciante dal secondo atto di Lucia di Lammermoor ("Chi mi frena in tal momento") accompagnata da Topolino al pianoforte.
Paperino torna sul palco per la terza e ultima volta e recita rapidamente la frase "Bambino blu, suona la tromba" e attende che gli orfani lo interrompano. Eppure, poiché stavolta sembrano beneducati, Paperino continua la recita. Ma quando chiede "Dov'è il bambino che bada alle pecore?" gli orfani rispondono all'unisono "È sotto il pagliaio, svegliati babbeo!". Questo fa arrabbiare Paperino ancora di più, e sfida di nuovo gli orfani a combattere. Allora loro legano mattoni e altri oggetti pesanti sui loro palloncini e li fanno galleggiare sopra la testa di Paperino, facendoli poi scoppiare con le loro fionde e scatenando una raffica che culmina in una scatola di uova crude. Quando tutto è finito, Paperino finalmente accetta la sconfitta ed esclama "Dannazione!".

## Distribuzione
Il corto venne distribuito nei cinema statunitensi l'11 agosto 1934 dalla United Artists. In Italia uscì nel marzo 1935.

## Accoglienza

### Critica
La risposta del pubblico al film, in particolare al personaggio di Paperino, portò il papero ad essere più presente nei cartoni animati futuri. Ward Kimball disse che "la reazione che si riversava nello studio dal paese fu tremenda. I bambini nel cinema amavano, odiavano o fischiavano Paperino".

### Primati
Spettacolo di beneficenza fu la prima apparizione di Paperino in un film della serie Mickey Mouse, segnando la prima apparizione congiunta dei personaggi. Paperino era precedentemente apparso solo ne La gallinella saggia.
Anche se Spettacolo di beneficenza era la seconda apparizione di Paperino, il film fu il primo a sviluppare in modo significativo il suo personaggio. Molti dei tratti della personalità di Paperino visti per la prima volta in Spettacolo di beneficenza sarebbero diventati associati in modo permanente con lui, come il suo amore per la spettacolarità, la sua feroce determinazione, aggressività, e soprattutto il suo temperamento facile da provocare. Il film introdusse anche alcune delle buffonate fisiche di Paperino, come ad esempio il suo scatto d'ira di saltellare su un piede mentre tiene un pugno teso e oscilla l'altro. Fu la creazione dell'animatore Dick Lundy che definì questa "posa di combattimento" di Paperino.
Spettacolo di beneficenza rappresentò anche una nuova direzione per i cartoni animati Disney, come osservò la storica Disney Marcia Blitz: "Si può notare che la struttura di Spettacolo di beneficenza era tradizionalmente slapstick. Il pubblico rise dei contrattempi fisici di Paperino tanto quanto ridevano di quelli di Charlie Chaplin o Buster Keaton. Ma in questo caso vi era la dimensione aggiunta della personalità abrasiva di Paperino. Sicuramente nulla di simile era mai stato visto in un cartone animato". L'animatore Ward Kimball, che lavorò al film, lo considerava un "punto di svolta" per lo studio, citando il suo ampio uso dell'animazione dei personaggi che venne utilizzata per trasmettere fisicamente la personalità.
Il film fu anche la prima apparizione di Chiquita, che avrebbe continuato ad apparire in altri sei cortometraggi a cartoni animati.
Nel 1989, un rodovetro d'animazione del film, raffigurante Paperino che viene preso a pugni dall'orfano, venne venduto per 286.000 dollari a un'asta di Christie's a New York. Il Guinness dei primati confermò che questa era la più grande somma di denaro mai pagata per un rodovetro d'animazione in bianco e nero.

## Edizioni home video

### DVD
Il cortometraggio è incluso nel DVD Walt Disney Treasures: Topolino in bianco e nero col titolo Spettacolo di beneficenza. Nessuna versione italiana.

## Altri media
Una versione ridotta solo audio di Spettacolo di beneficenza venne inclusa nell'album Mickey Mouse and his Friends come la traccia "Mickey's Big Show." L'album venne pubblicato da Disneyland Records nel 1968, ed è stato ripubblicato nel 2010 come download digitale su Amazon MP3 e iTunes Store.
Nell'ottobre 1973 la storia venne adattata in un fumetto di 13 pagine nel n. 14 della pubblicazione italiana "Cartonatoni Disney". La storia venne intitolata Recita di beneficenza. Lo stesso anno una versione inglese venne pubblicata nel primo numero dell'albo a fumetti americano "Walt Disney Magic Moments", intitolata The Orphans' Benefit.

## Curiosità
- La recitazione di Paperino di "Mary Had a Little Lamb" venne ispirata dalla recitazione di Clarence Nash del poema alla radio, una performance che lui voleva suonasse come una capretta nervosa. Fu in gran parte a causa di questo spettacolo che Nash venne assunto da Disney per doppiare il papero.[10]
- Paperino imita il comico Jimmy Durante quando dice "Sono mortificato! Sono mortificato!". Anche il suo becco cambia forma per prendere in giro il famoso naso di Durante. La battuta non fu così evidente nel remake perché il becco di Paperino mantiene la sua forma.